# Katarzyna Bogucka
Katarzyna Bogucka (ur. w 1985 w Łomży) – ilustratorka, autorka książek, designerka tworząca dla dzieci. 
W 2009 roku obroniła dyplom malarstwa na Wydziale Sztuk Pięknych Uniwersytetu Mikołaja Kopernika w Toruniu. Jej prace można zobaczyć zarówno na łamach prasy (m.in. „Twój Styl”, „Przekrój”, „Zwierciadło”, „Wysokie Obcasy" ), książek dla dzieci, w animacji, jak i szeroko pojętym designie.

## Publikacje
2009
- Siała Baba mak, Pan tu nie stał (ilustracje)
- Dziadek z babką, Pan tu nie stał (ilustracje)
- Nie śmiej się, Pan tu nie stał (ilustracje)

2010
- O panu Tralalińskim, Julian Tuwim, Wydawnictwo Wytwórnia (ilustracje)
- Małpa w kąpieli, Aleksander Fredro, Wydawnictwo Dwie Siostry (ilustracje)
- Stefek Burczymucha, Maria Konopnicka, Wydawnictwo Dwie Siostry (ilustracje)
- Pan kotek był chory, Stanisław Jachowicz, Wydawnictwo Dwie Siostry (ilustracje)
- Paweł i Gaweł, Aleksander Fredro, Wydawnictwo Dwie Siostry (ilustracje)

2011
- M.O.D.A, Katarzyna Świeżak, Wydawnictwo Dwie Siostry (ilustracje)
- Komplementy Przemek Wechterowicz, Wydawnictwo Alegoria (ilustracje)
- Maryna, gotuj pierogi, Wydawnictwo Tatarak (ilustracje)

2012
- Co jest grane?, Anna Czerwińska-Rydel, Wydawnictwo Wytwórnia (ilustracje)
- Lala Lolka, Katarzyna Bogucka, Wydawnictwo Ładne Halo (książka autorska)
- Ilustrowany elementarz dizajnu, czyli 100 rzeczy narysowanych przez 25 ilustratorów, Ewa Solarz, Wydawnictwo Wytwórnia (wybrane ilustracje)

2013
- Przewodnik dla dzieci, Szczecin, Anna Czerwińska Rydel, wydawnictwo Fundacja Artmosphere (ilustracje)
- E-grosik, miniprzewodnik ekonomoczny, Olga Gromek, Muzeum w Stalowej Woli (ilustracje)
- Lokomotywa, Julian Tuwim, Visart (ilustracje)

2014
- Wytwórnik kulinarny, Szymon Tomiło, Wydawnictwo Wytwórnia (książka autorska)
- Dyrdymałki, Małgorzata Strzałkowska, Wydawnictwo Bajka (ilustracje)
- Powiat Szydłowiecki, przewodnik dla dzieci, Anna Czerwińska Rydel, Powiat Szydłowiecki (ilustracje)

2015
- Kim jest Ślimak Sam? Maria Pawłowska i Jakub Szamałek, Wydawnictwo Krytyka Polityczna (ilustracje)
- Rok w mieście, wydawnictwo, Nasza Księgarnia (książka autorska)
- Podróże z Anną Marią, Muzeum Pałac Herbsta w Łodzi (ilustracje)

## Wystawy
Wystawy indywidualne:
2011
- Znośna Bogucka, Festiwal NO WOMEN NO ART, Poznań

2012
- Rady nie od parady – wystawa autorskich plakatów autorskich w Domu Kultury w Tarnobrzegu,
- Ilustracje nie dziecinne – Izba Drukarska, Brama Grodzka w Lublinie
- Ilustracje nie dziecinne – Teatr Nowy im. Kazimierza Dejmka w Łodzi

2013
- M.O.D.A. – wystawa ilustracji do książki K. Świeżak w Institute of Design Kielce
- Lala Lolka – wystawa towarzysząca Festiwalowi LiterObrazki w Bydgoszczy
- Ilustracje nie dziecinne – wystawa ilustracji z książki autorskiej Lala Lolka na Festiwalu Kids Love Design, Szczecin

2014
- Królowie – wystawa ilustracji. Galeria Satyrykon, Legnica

Wystawy zbiorowe:
2011
- Legendy wawelskie – wystawa pokonkursowa, Kraków
- M.O.D.A. – Targi Książki w Krakowie
- Siała Baba Mak – Łódź Design MUST HAVE

2012
- Maryna Gotuj Pierogi – Design festiwal (edycja dziecięca), Szczecin
- Design graficzny projektantów STGU – Galeria Zamek w Reszlu
- Książka dobrze zaprojektowana... –  Katowice
- M.O.D.A. – Łódź Design MUST HAVE

2013
- Malarze ilustracji Muzeum Sztuki Nowoczesnej, Warszawa
- Where I come from, Direktorenhaus, Berlin
- The Polish Poster, Hereafter w Centro HispanoAmericano de Cultura, Hawana
- Wystawa ilustracji na Targach Książki w Bolonii (ilustracje z książki Ilustrowany elementarz Dizajnu czyli 100 rzeczy narysowane przez 25 ilustratorów Ewy Solarz, wydawnictwo Wytwórnia, Łódź
- Namii Island International Illustration Concours, Seul

2014
- Wystawa ilustracji na targach Książki w New Dehli, Indie (Lala Lolka)
- Wystawa ilustracji 13. Międzynarodowego Festiwalu Filmowego Watch Docs, CSW Warszawa
- Wystawa Polskiego Designu. Forest & Meadow Sztokholm, Szwecja

2015
- Wystawa pokonkursowa Satyrykon, Legnica, Polska

- Wystawa ilustracji na Międzynarodowych Targach Ilustracji, Bolonia, Włochy (Wytwórnik Kulinarny)
- „DO IT YOUR WAY. Polish Design in Pieces” Milan Design Week 14–19.04 | Ventura Lambrate, Milan, Włochy
- Inside Out. Polish Graphic Design and Illustration in the Making. Maj 15th – 18th, WantedDesign, The Terminal Stores 11th Avenue, NYC
- Łódź Design. Prezentacja wyróżnionych produktów (Wzory tapet) Łódź

## Nagrody
- 2013 – MUST HAVE Łódź Design (Polska)
- 2013 – Nagroda Specjalna na Nami Island International Illustration Concours w Seulu (Korea Południowa)
- 2014 – MUST HAVE Łódź Design (Polska)
- 2014 – Special Mention Book & Seeds Bologna Ragazzi Award w Bolonii (Włochy)
- 2015 – Złoty Medal Satyrykon w Legnicy (Polska)
- 2015 – MUST HAVE Łódź Design (Polska)